# Beitar Tel Awiw
Beitar Tel Aviv Football Club (hebr.: מועדון כדורגל בית"ר תל אביב, Moadon Kaduregel Beitar Tel Aviv) – założony w 1934 roku izraelski klub piłkarski z siedzibą w Tel Awiwie. Występował w Liga Artzit, rozgrywając swoje mecze na Stadionie Bloomfield. W 2000 połączył się z Szimszon Tel Awiw, tworząc nowy klub Beitar Szimszon Tel Awiw.

## Osiągnięcia
- Mistrzostwo Liga Alef: 1968/69
- Puchar Ludu Brytyjskiego Mandatu Palestyny: 1940, 1942